# Университет Трента
Трентский университет (англ. Trent University) — канадский государственный университет в Питерборо (Онтарио), основанный в 1964 году. Его название происходит от долины реки Трент, которая протекает недалеко от Питерборо, где первоначально планировалось разместить этот университет.
Предлагает обучение в основном на уровне бакалавриата, но также есть программы магистратуры и докторантуры. В нём обучается более восьми тысяч студентов, а также есть около 500 исследователей. Имеет филиал в Ошаве, в Технологическом институте Университета Онтарио, где проходят обучение порядка 1000 студентов.
Университет является коллегиальным, по образцу Оксфорда. В его состав входят пять колледжей: Колледж Кэтрин Парр Трейл (Catharine Parr Traill College), Колледж Шамплейна (Champlain College), Колледж Леди Итон (Lady Eaton College), Колледж Отонаби (Otonabee College), Колледж Питера Гзовски (Peter Gzowski College). Каждый колледж имеет свои собственные общежития, столовую и студенческое самоуправление. С 2017 г. ведется строительство Исследовательского и инновационного парка университета.
В университет работает студенческое радио CFFF-FM и выпускаются две газеты - Arthur и Absynthe Magazine.

## История
Жители Питерборо в 1961 году обратились к Томасу Саймонсу (Thomas “Tom” Henry Bull Symons) с просьбой создать университет для города и близлежащих округов. 
Позднее, в 1964 году,  в соответствии с Законом об университете Трента 1962-1963 гг., университет был основан, и Томас Саймонс стал его первым президентом и проректором (возглавлял университет с самого начала в 1961 году и по 1972 год включительно).
В учебном году 1964/1965 Трентский университет принял первых студентов в количестве около 100 человек.

## Руководство
Восьмым президентом Трентского университета с 2014 г. является Доктор Лео Гроарк (Leo Groarke).
С 2019 г. ректором Трентского университета работает Стивен Стон (John Stephen Stohn CC).

## Рейтинги
В рейтинге университетов Маклина за 2023 год Трентский университет занял 4-е место в категории «преимущественно бакалавриат» и 29-е место среди лучших университетов Канады.
Университет Трента занимает 1458-е место среди университетов мира, согласно списку Центра мировых рейтингов университетов (CWUR) 2022-2023 гг.  

## Известные выпускники
- Джон Хорган, премьер-министр Британской Колумбии с 2017 по 2022 годы
- Джеймс Орбински, экс-президент международной организации «Врачи без границ», лауреат Нобелевской премии
- Леонид Урличич, автогонщик
- Янн Мартел, писатель (Жизнь Пи)[10]